# Les Nouveaux Temps
Les Nouveaux Temps est un quotidien du soir de la presse collaborationniste française, durant l'Occupation.

## Descriptif
Il est fondé par Jean Luchaire, le 1er novembre 1940 avec l'appui de l'ambassade d'Allemagne. Dans son procès de la Libération, Jean Luchaire affirme que c'est Otto Abetz lui-même - dont il était l'ami personnel - qui choisit le titre. Il s'agit aussi alors de récupérer le lectorat de la bourgeoisie aisée qui lisait auparavant Le Temps, dont Les Nouveaux Temps adoptent le format.
C'est sans doute le plus collaborationniste des quotidiens français. Le journal est relativement peu lu et l'entreprise est en déficit structurel, comblé par les fonds allemands. Son tirage est encore de 57 000 exemplaires en janvier 1943.
Le journal paraît jusqu'à la mi-août 1944.

## Sources
- Des archives du journal Les Nouveaux Temps sont conservés aux Archives nationales, site de Pierrefitte-sur-Seine, sous la cote 2AR : Inventaire du fonds.